# VN-comité voor economische, sociale en culturele rechten
Het VN-comité voor economische, sociale en culturele rechten (Engels: Committee on Economic, Social and Cultural Rights (CESCR) is een VN-verdragsorgaan, dat toeziet op de uitvoering van het Internationaal Verdrag inzake economische, sociale en culturele rechten van de Verenigde Naties. Het comité bestaat uit 18 deskundigen, die benoemd worden door de Economische en Sociale Raad van de Verenigde Naties. Zij moeten uitdrukkelijk onafhankelijk van hun eigen land functioneren. Het comité komt tweemaal per jaar in Genève bijeen, in het voorjaar in het Palais des Nations, in het najaar in het Palais Wilson. Bij deze bijeenkomsten worden de rapporten behandeld die de lidstaten eens in de vijf jaar opstellen. Hierbij wordt ook gelet op zogenaamde "parallel-" of "schaduwberichten" die tegelijkertijd door niet-gouvernementele organisaties worden aangeleverd.
Indien men schendingen van afzonderlijke mensenrechten vaststelt worden er in een afsluitende opmerkingen ("Concluding observations") aanbevelingen gedaan om de mensenrechtensituatie te verbeteren. Als grondslag voor de evaluatie van de landenrapporten ontwikkelt het comité zogenaamde "General Comments" die de bepalingen uit het IVESC concretiseren.
Met een facultatief aanvullend protocol bij het IVESC poogt men bovendien de mogelijkheid te creëren dat individuele klagers zich tot het comité kunnen wenden wanneer zij in hun economische, sociale of culturele rechten geschonden zijn. 

## Mensenrechtencomité van de Verenigde Naties
Het VN-comité voor economische, sociale en culturele rechten is te vergelijken met het Mensenrechtencomité van de Verenigde Naties. Dat laatste ziet op de toepassing van het Internationaal verdrag inzake burgerrechten en politieke rechten. De rechtsmacht van het Mensenrechtencomité is groter, omdat daar een individueel klachtenrecht middels eerste facultatieve protocol bij het internationaal verdrag inzake burgerrechten en politieke rechten reeds is gerealiseerd.